# PIM2
PIM2 (англ. Pim-2 proto-oncogene, serine/threonine kinase) – білок, який кодується однойменним геном, розташованим у людей на X-хромосомі. Довжина поліпептидного ланцюга білка становить 311 амінокислот, а молекулярна маса — 34 190.
| 10         |  | 20         |  | 30         |  | 40         |  | 50         |
| ---------- |  | ---------- |  | ---------- |  | ---------- |  | ---------- |
| MLTKPLQGPP |  | APPGTPTPPP |  | GGKDREAFEA |  | EYRLGPLLGK |  | GGFGTVFAGH |
| RLTDRLQVAI |  | KVIPRNRVLG |  | WSPLSDSVTC |  | PLEVALLWKV |  | GAGGGHPGVI |
| RLLDWFETQE |  | GFMLVLERPL |  | PAQDLFDYIT |  | EKGPLGEGPS |  | RCFFGQVVAA |
| IQHCHSRGVV |  | HRDIKDENIL |  | IDLRRGCAKL |  | IDFGSGALLH |  | DEPYTDFDGT |
| RVYSPPEWIS |  | RHQYHALPAT |  | VWSLGILLYD |  | MVCGDIPFER |  | DQEILEAELH |
| FPAHVSPDCC |  | ALIRRCLAPK |  | PSSRPSLEEI |  | LLDPWMQTPA |  | EDVPLNPSKG |
| GPAPLAWSLL |  | P          |  |            |  |            |  |            |

A: Аланін

C: Цистеїн

D: Аспарагінова кислота

E: Глутамінова кислота

F: Фенілаланін

G: Гліцин

H: Гістидин

I: Ізолейцин

K: Лізин

L: Лейцин

M: Метіонін

N: Аспарагін

P: Пролін

Q: Глутамін

R: Аргінін

S: Серин

T: Треонін

V: Валін

W: Триптофан

Кодований геном білок за функціями належить до трансфераз, кіназ, серин/треонінових протеїнкіназ, фосфопротеїнів. 
Задіяний у таких біологічних процесах, як апоптоз, клітинний цикл. 
Білок має сайт для зв'язування з АТФ, нуклеотидами.